# Gellert Tamas
Gellert Tamas (1963. február 17. –) magyar származású, svéd újságíró és író. A TV4 tévécsatornánál dolgozott újságíróként.
Ismertségét elsősorban a 2002-ben megjelent regényének köszönheti, melynek címe: A lézeres gyilkos (svédül Lasermannen – en berättelse om Sverige).
Tamas Gellert egy magyar értelmiségi családban született, mint hét gyerek egyike, és Kristianstadban nőtt fel. 1989-ben Budapestre utazott, hogy gyökereit keresse. Véletlenül a rendszerváltás kellős közepén találta magát, és ezért a helyszínről tudósította Svédországot. Visszatérve Svédországba szabadúszó újságíróként cikkeket írt az integrációról és az etnikai hovatartozásról országos újságokba és magazinokba. 1998-ban alkalmi munkát végzett informátorként Újdelhiben a Vörös Keresztnél.
Gellert Tamás újságíróként dolgozott a TV4 Kalla fakta (Hideg tények) című műsorában, és többek között az Ordfront című újságnak írt. 1995-ben Robert Blombäck fotóssal együtt kiadta a Svéd hazánk: ifjúság, identitás és idegenség című könyvet. Henrik Hjort fotóssal együtt elkészítette a Egy másnap című dokumentumfilmet egy családról, amely 2004-ben a szökőár-katasztrófában vesztette el a lányát. Áttörő sikerét 2002-ben érte el A lézeres gyilkos című könyvével John Ausoniusról. Ezért Aranylapát díjjal tünették ki; az ebből készült filmet Mikael Marcimain forgatta, amelyet 2006-ban a Kristály-díjjal jutalmaztak.
2006-ban Gellert riportot készített Trükközés az apatikus gyerekkel az svéd tévé Feladat: oknyomozás című műsorában, amely elemezte az állami gondozásba került menekült gyerekek kivizsgálásait amelyek szerint a menekültgyerekek attól esnek apátiába, hogy manipulálják őket. A riport azt állította, hogy ilyen manipulációra nincs bizonyíték. A riportot Ikaros-díjjal jutalmazták, mint az év legjobb társadalmi riportját. Bírálat is érte a tévéműsort - többek között az újságírói etika elleni vétséggel vádolták. Az Uppdrag granskning (Feladat: oknyomozás) egy új kivizsgálást rendelt meg 2020-ban, és a tények javított ellenőrzéséről számolnak be, és úgy foglalják össze, hogy a riport egy "egyszerűsített és egyoldalú képet ad".
2009-ben Gellert kiadta Az apatikusok: hatalomról, mítoszokról és manipulációról című könyvet. A könyvet a könyvben szereplő újságírók és mások megkérdőjelezték. Úgy vélik, hogy az ábrázolás fekete-fehér, hogy Tamás karaktergyilkosságokat követi el, és hogy a könyv sok súlyos ténybeli hibát tartalmaz. A könyvet sok recenzens méltatta, többek között Svenska Dagbladet "izzó vitairatnak" nevezte. Maciej Zaremba újságíró "a háború utáni időszak egyik legfontosabb riportjának" nevezte, és úgy véli, hogy az "apatikus" cím nem a gyerekekre vonatkozik, hanem a svéd parlamentre, amely úgy döntött, hogy nem ad amnesztiát a menekült gyermekeknek. 
2015-ben Lawen Mohtadival együtt elkészítette a Taikon című dokumentumfilmet Katarina Taikon cigány írónőről. Együtt írták a film forgatókönyvét is, amely Mohtadi Taikonról szóló könyve alapján készült.
2016-ban kiadta A svéd gyűlölet: Korunk története című könyvet, amely behatóan tanulmányozza a szélsőjobbos svéddemokratákat. A kritikus Sam Sundberg Tamást forráskritika hiányával vádolta, ugyanakkor kijelentette, hogy a könyv "fontos hozzájárulás ahhoz, amit a párt el akar rejteni". 
2006 nyarán a Svéd Rádió P1 egyik nyári házigazdája volt.

## Magyarul
- A lézeres gyilkos. Egy merényletsorozat anatómiája; ford. Papolczy Péter; Corvina, Bp., 2008

## Fordítás
- Ez a szócikk részben vagy egészben  a   Gellert Tamas című svéd Wikipédia-szócikk fordításán alapul.  Az eredeti cikk szerkesztőit annak laptörténete sorolja fel. Ez a jelzés csupán a megfogalmazás eredetét és a szerzői jogokat jelzi, nem szolgál a cikkben szereplő információk forrásmegjelöléseként.